# Championnats de France de badminton
Les Championnats de France de badminton ont lieu tous les ans dans différentes catégories : séniors, jeunes (benjamins, minimes, cadets, juniors), vétérans (I, II, III, IV et V) et universitaires. Il existe également un championnat de France interclubs. 

## Palmarès séniors
| Année | Lieu                | Simple hommes         | Simple dames           | Double hommes                             | Double dames                                | Double mixte                              |
| ----- | ------------------- | --------------------- | ---------------------- | ----------------------------------------- | ------------------------------------------- | ----------------------------------------- |
| 1949  | Lyon-Chavril        | Henri Pellizza        | Noëlle Ailloud         | Paul Ailloud Emile Maillot                | Non organisé                                | Henri Pellizza Andrée Gremillet           |
| 1950  | Lyon-Chavril        | Henri Pellizza        | Noëlle Ailloud         | Henri Pellizza Bernard Minet              | Noëlle Ailloud Andrée Gremillet             | Henri Pellizza Andrée Gremillet           |
| 1951  | Thonon-les-Bains    | Paul Ailloud          | Noëlle Ailloud         | Michel Le Renard Maurice Mathieu          | Non organisé                                | Michel Le Renard Noëlle Ailloud           |
| 1952  | Le Havre            | Henri Pellizza        | Annie Gibon Lefeu      | Henri Pellizza Paul Ailloud               | Noëlle Ailloud Jeannie Boivin Mathieu       | Henri Pellizza Noëlle Ailloud             |
| 1953  | Issy-les-Moulineaux | Henri Pellizza        | Noëlle Ailloud         | Henri Pellizza Paul Ailloud               | Noëlle Ailloud Jeannie Boivin MAthieu       | Henri Pellizza Noëlle Ailloud             |
| 1954  | Le Havre            | Henri Pellizza        | Noëlle Ailloud         | Henri Pellizza Maurice Mathieu            | Noëlle Ailloud Jeannie Boivin Mathieu       | Henri Pellizza Noëlle Ailloud             |
| 1955  | Issy-les-Moulineaux | Henri Pellizza        | Régina Augry           | Henri Pellizza Maurice Mathieu            | Yvonne Girard Mireille Laurent              | Henri Pellizza Noëlle Ailloud             |
| 1956  | Le Havre            | Ghislain Vasseur      | Mireille Laurent       | Ghislain Vasseur Pierre Lenoir            | Régina Augry Nicole Kozlowski               | Ghislain Vasseur Josée Izabelle           |
| 1957  | Colombes            | Ghislain Vasseur      | Mireille Laurent       | Henri Pellizza Maurice Mathieu            | Annie Groene Vasseur Josée Izabelle         | Henri Pellizza Mireille Laurent           |
| 1958  | Le Havre            | Ghislain Vasseur      | Annie Groene Vasseur   | Ghislain Vasseur Pierre Lenoir            | Régina Augry Marie-Josée Nicol              | Ghislain Vasseur Josée Izabelle           |
| 1959  | Le Havre            | Ghislain Vasseur      | Annie Groene Vasseur   | Henri Pellizza Maurice Mathieu            | Régina Augry Annie Groene Vasseur           | Ghislain Vasseur Annie Groene Vasseur     |
| 1960  | Le Havre            | Christian Badou       | Jeannie Boivin Mathieu | Michel Le Renard Paul Ailloud             | Annie Causse Vallet Jacqueline Lebas Robert | Christian Badou Annie Causse Vallet       |
| 1961  | Le Havre            | Christian Badou       | Jeannie Boivin Mathieu | Ghislain Vasseur Christian Badou          | France Groene Jacqueline Lebas Robert       | Maurice Mathieu Jeannie Boivin Mathieu    |
| 1962  | Le Havre            | Ghislain Vasseur      | France Groene          | Ghislain Vasseur Christian Badou          | Annie Groene Annie Causse Vallet            | Yves Corbel Annie Causse Vallet           |
| 1963  | Le Havre            | Ghislain Vasseur      | Annie Causse Vallet    | Joël Le Houerou Yves Corbel               | Annie Groene Annie Causse Vallet            | Gérard Vallet Annie Causse Vallet         |
| 1964  | Lillebonne          | Christian Badou       | Jeannie Boivin         | Ghislain Vasseur Christian Badou          | Annie Causse Vallet Françoise Le Quellenec  | Christian Badou Christine Groene          |
| 1965  | Le Havre            | Christian Badou       | Viviane Beaugin        | Gérard Vallet Yves Corbel                 | Annie Causse Vallet Françoise Le Quellenec  | Christian Badou Viviane Beaugin           |
| 1966  | Paris               | Christian Badou       | Martine Villerme       | Gérard Vallet Yves Corbel                 | Mireille Laurent Jeannie Boivin             | Gérard Vallet Annie Causse Vallet         |
| 1967  | Paris               | Christian Badou       | Mireille Laurent       | Gérard Vallet Yves Corbel                 | Viviane Beaugin Martine Villerme            | Christian Badou Viviane Beaugin           |
| 1968  | Le Havre            | Christian Badou       | Viviane Beaugin        | Gérard Vallet Yves Corbel                 | Viviane Beaugin Martine Villerme            | Christian Badou Viviane Beaugin           |
| 1969  | n.c.                | Christian Badou       | Viviane Beaugin        | Gérard Vallet Yves Corbel                 | Viviane Beaugin Martine Villerme            | Christian Badou Viviane Beaugin           |
| 1970  | Toulouse            | Christian Badou       | Viviane Beaugin        | Christian Badou Alain Baquet              | Viviane Beaugin Dominique Vauclin           | Christian Badou Viviane Beaugin           |
| 1971  | Colombes            | Christian Badou       | Viviane Beaugin        | Christian Badou Alain Oleskiewicz         | Mireille Laurent Lisa Mauhourat             | Christian Badou Viviane Beaugin           |
| 1972  | Le Havre            | Christian Badou       | Viviane Beaugin        | Christian Badou Yves Corbel               | Viviane Beaugin Annie Causse Vallet         | Christian Badou Viviane Beaugin           |
| 1973  | Lillebonne          | Christian Badou       | Viviane Beaugin        | Christian Badou Yves Corbel               | Viviane Beaugin Lisa Mauhourat              | Christian Badou Viviane Beaugin           |
| 1974  | Morsang-sur-Orge    | Christian Badou       | Viviane Beaugin        | Christian Badou Yves Corbel               | Viviane Beaugin Annie Causse Vallet         | Christian Badou Viviane Beaugin           |
| 1975  | Le Havre            | Christian Badou       | Viviane Beaugin        | Christian Badou Yves Corbel               | Viviane Beaugin Jacqueline Lebas            | Christian Badou Viviane Beaugin           |
| 1976  | Barentin            | Christian Badou       | Viviane Beaugin        | Christian Badou Yves Corbel               | Viviane Beaugin Yveline Hue                 | Christian Badou Viviane Beaugin           |
| 1977  | Thonon-les-Bains    | Alain Baquet          | Viviane Beaugin        | Christian Badou Yves Corbel               | Viviane Beaugin Yveline Hue                 | Christian Badou Viviane Beaugin           |
| 1978  | Toulouse            | Joël Guéguen          | Anne Méniane           | Patrice Lehouerou Yves Corbel             | Michèle Bontemps Anne Méniane               | Jean-Claude Bertrand Anne Méniane         |
| 1979  | Mont-Saint-Aignan   | Joël Guéguen          | Anne Méniane           | Patrice Lehouerou Yves Corbel             | Michèle Bontemps Anne Méniane               | Jean-Claude Bertrand Anne Méniane         |
| 1980  | Valence             | Joël Guéguen          | Anne Méniane           | Patrice Lehouerou Yves Corbel             | Fabienne Chaboussie Anne Méniane            | Yves Corbel Yveline Hue                   |
| 1981  | Lillebonne          | Jean-Claude Bertrand  | Catherine Lechalupé    | Marc Faraggi Quan Tong Lam                | Michèle Bontemps Catherine Lechalupé        | Quan Tong Lam Sylvie Robert               |
| 1982  | Wattrelos           | Benoît Pitte          | Anne Méniane           | Patrice Lehouerou Yves Corbel             | Anne Méniane Catherine Lechalupé            | Jean-Claude Bertrand Catherine Lechalupé  |
| 1983  | Lyon                | Jean-Claude Bertrand  | Catherine Lechalupé    | Jean-Claude Bertrand Quan Tong Lam        | Patricia Choel Catherine Lechalupé          | Jean-Claude Bertrand Catherine Lechalupé  |
| 1984  | Eaubonne            | Benoît Pitte          | Anne Méniane           | Benoît Pitte Christophe Jeanjean          | Anne Méniane Vivane Beaugin-Bonnay          | Jean-Claude Bertrand Anne Méniane         |
| 1985  | Strasbourg          | Benoît Pitte          | Anne Méniane           | Benoît Pitte Christophe Jeanjean          | Anne Méniane Sylvie Debienne                | Jean-Claude Bertrand Anne Méniane         |
| 1986  | Morsang-sur-Orge    | Benoît Pitte          | Anne Méniane           | Jean-Claude Bertrand Kiet Truong          | Anne Méniane Sylvie Debienne                | Jean-Claude Bertrand Anne Méniane         |
| 1987  | Gravelines          | Stéphane Renault      | Rosita Rios            | Benoît Pitte Christophe Jeanjean          | Cecilia Brun Fabienne Chaboussie            | Kiet Truong Sylvie Debienne               |
| 1988  | Toulouse            | Christophe Jeanjean   | Élodie Mansuy          | Benoît Pitte Christophe Jeanjean          | Cécilia Brun Fabienne Chaboussie            | Jean-Claude Bertrand Anne Méniane         |
| 1989  | Dijon               | Franck Panel          | Sandra Dimbour         | Pascal Pak Christophe Jeanjean            | Virginie Delvingt (de) Christelle Mol       | Pascal Jorssen Sandra Dimbour             |
| 1990  | Nantes              | Franck Panel          | Christelle Mol         | Franck Panel Stéphane Renault             | Sandra Dimbour Christelle Mol               | Pascal Jorssen Sandra Dimbour             |
| 1991  | Lille               | Étienne Thobois       | Christelle Mol         | Franck Panel Stéphane Renault             | Christelle Mol Virginie Delvingt            | Christophe Jeanjean Virginie Delvingt     |
| 1992  | Toulouse            | Jean-Frédéric Massias | Sandra Dimbour         | Jean-Frédéric Massias Christophe Jeanjean | Sandrine Lefèvre Élodie Mansuy              | Christophe Jeanjean Virginie Delvingt     |
| 1993  | Lille               | Étienne Thobois       | Sandra Dimbour         | Jean-Frédéric Massias Christophe Jeanjean | Sandrine Lefèvre Élodie Mansuy              | Manuel Dubrulle Virginie Delvingt         |
| 1994  | Strasbourg          | Étienne Thobois       | Sandra Dimbour         | Christophe Jeanjean Manuel Dubrulle       | Sandra Dimbour Christelle Mol               | Manuel Dubrulle Virginie Delvingt         |
| 1995  | Perpignan           | Jean-Frédéric Massias | Sandra Dimbour         | Manuel Dubrulle Vincent Laigle            | Christelle Mol Tatiana Vattier              | Manuel Dubrulle Virginie Delvingt         |
| 1996  | Échirolles          | Bertrand Gallet       | Sandra Dimbour         | Manuel Dubrulle Vincent Laigle            | Sandrine Lefèvre Virginie Delvingt          | Stéphane Renault Christelle Mol           |
| 1997  | Challans            | Bertrand Gallet       | Sandra Dimbour         | Manuel Dubrulle Vincent Laigle            | Sandra Dimbour Christelle Szynal            | Manuel Dubrulle Sandrine Lefèvre          |
| 1998  | Thiais              | Nabil Lasmari         | Sandra Dimbour         | Manuel Dubrulle Vincent Laigle            | Sandra Dimbour Sandrine Lefèvre             | Sydney Lengagne Sandrine Lefèvre          |
| 1999  | Lille               | Bertrand Gallet       | Élodie Eymard          | Manuel Dubrulle Vincent Laigle            | Sandra Dimbour Tatiana Vattier              | Manuel Dubrulle Tatiana Vattier           |
| 2000  | Châtellerault       | Nabil Lasmari         | Tatiana Vattier        | Bertrand Gallet Jean-Michel Lefort        | Amélie Decelle Élodie Eymard                | Sydney Lengagne Christelle Szynal         |
| 2001  | Lomme               | Bertrand Gallet       | Tatiana Vattier        | Bertrand Gallet Jean-Michel Lefort        | Amélie Decelle Élodie Eymard                | Manuel Dubrulle Tatiana Vattier           |
| 2002  | Clermont-Ferrand    | Nabil Lasmari         | Tatiana Vattier        | Vincent Laigle Svetoslav Stoyanov         | Amélie Decelle Élodie Eymard                | Svetoslav Stoyanov Viktoria Hristova (en) |
| 2003  | Lille               | Jean-Michel Lefort    | Élodie Eymard          | Manuel Dubrulle Mihaïl Popov (en)         | Tatiana Vattier Viktoria Hristova           | Svetoslav Stoyanov Viktoria Hristova      |
| 2004  | Bordeaux            | Nabil Lasmari         | Tatiana Vattier        | Bertrand Gallet Jean-Michel Lefort        | Tatiana Vattier Viktoria Hristova           | Svetoslav Stoyanov Viktoria Hristova      |
| 2005  | Quimperlé           | Jean-Michel Lefort    | Hongyan Pi             | Erwin Kehlhoffner Thomas Quéré            | Élodie Eymard Weny Rahmawati (en)           | Jean-Michel Lefort Weny Rahmawati         |
| 2006  | Castelnaudary       | Simon Maunoury (en)   | Hongyan Pi             | Erwin Kehlhoffner Thomas Quéré            | Élodie Eymard Weny Rahmawati                | Svetoslav Stoyanov Hongyan Pi             |
| 2007  | Villeneuve-d'Ascq   | Simon Maunoury        | Hongyan Pi             | Svetoslav Stoyanov Mihaïl Popov           | Élodie Eymard Weny Rahmawati                | Svetoslav Stoyanov Élodie Eymard          |
| 2008  | Saint-Louis         | Brice Leverdez        | Hongyan Pi             | Svetoslav Stoyanov Erwin Kehlhoffner      | Élodie Eymard Weny Rahmawati                | Svetoslav Stoyanov Élodie Eymard          |
| 2009  | Bourgoin-Jallieu    | Brice Leverdez        | Hongyan Pi             | Svetoslav Stoyanov Sébastien Vincent (en) | Élodie Eymard Julie Delaune                 | Baptiste Carême Laura Choinet             |
| 2010  | Caen                | Brice Leverdez        | Hongyan Pi             | Svetoslav Stoyanov Erwin Kehlhoffner      | Laura Choinet Weny Rahmawati                | Baptiste Carême Laura Choinet             |
| 2011  | Amiens              | Brice Leverdez        | Perrine Le Buhanic     | Baptiste Carême Sylvain Grosjean (en)     | Laura Choinet Weny Rasidi (en)              | Baptiste Carême Laura Choinet             |
| 2012  | Montauban           | Brice Leverdez        | Hongyan Pi             | Baptiste Carême Sylvain Grosjean          | Hongyan Pi Émilie Lefel                     | Baptiste Carême Audrey Fontaine           |
| 2013  | Saint-Brieuc        | Brice Leverdez        | Delphine Lansac        | Baptiste Carême Gaëtan Mittelheisser      | Delphine Lansac Anne Tran                   | Ronan Labar Laura Choinet                 |
| 2014  | Cholet              | Brice Leverdez        | Sashina Vignes Waran   | Baptiste Carême Ronan Labar               | Delphine Lansac Stacey Guérin               | Laurent Constantin Laura Choinet          |
| 2015  | Aire-sur-la-Lys     | Brice Leverdez        | Sashina Vignes Waran   | Baptiste Carême Ronan Labar               | Delphine Lansac Émilie Lefel                | Ronan Labar Émilie Lefel                  |
| 2016  | Rouen               | Lucas Corvée          | Perrine Le Buhanic     | Bastian Kersaudy Gaëtan Mittelheisser     | Delphine Delrue Léa Palermo                 | Gaëtan Mittelheisser Audrey Fontaine      |
| 2017  | Amiens              | Lucas Corvée          | Delphine Lansac        | Bastian Kersaudy Julien Maïo              | Émilie Lefel Anne Tran                      | Ronan Labar Audrey Fontaine               |
| 2018  | Voiron              | Lucas Claerbout       | Léonice Huet           | Bastian Kersaudy Julien Maïo              | Vimala Hériau Léonice Huet                  | Thom Gicquel Delphine Delrue              |
| 2019  | Rouen               | Brice Leverdez        | Marie Batomene         | Bastian Kersaudy Julien Maïo              | Delphine Delrue Léa Palermo                 | Thom Gicquel Delphine Delrue              |
| 2020  | Mulhouse            | Christo Popov         | Qi Xuefei              | Thom Gicquel Ronan Labar                  | Vimala Hériau Margot Lambert                | Thom Gicquel Delphine Delrue              |
| 2021  | Besançon            | Arnaud Merklé         | Yaëlle Hoyaux          | Lucas Corvée Ronan Labar                  | Flavie Vallet Émilie Vercelot               | Ronan Labar Rosy Oktavia Pancasari        |
| 2022  | Boulazac            | Christo Popov         | Qi Xuefei              | Christo Popov Toma Jr Popov               | Margot Lambert Anne Tran                    | Thom Gicquel Delphine Delrue              |
| 2023  | Cesson-Sévigné      | Toma Jr Popov         | Qi Xuefei              | Julien Maïo William Villeger              | Margot Lambert Anne Tran                    | Thom Gicquel Delphine Delrue              |
| 2024  | Fos-sur-Mer         | Christo Popov         | Léonice Huet           | Christo Popov Toma Jr Popov               | Margot Lambert Anne Tran                    | Tom Lalot-Trescarte Elsa Jacob            |
| 2025  | Chambly             | Alex Lanier           | Qi Xuefei              | Christo Popov Toma Jr Popov               | Margot Lambert Delphine Delrue              | Thom Gicquel Delphine Delrue              |